# Ordine della Stella Rossa (Cecoslovacchia)
L'Ordine della Stella Rossa è stato una decorazione della Cecoslovacchia.

## Storia
L'Ordine è stato fondato l'8 febbraio 1955 per premiare:
- meriti nella difesa della Repubblica;
- il successo degli sforzi nel miglioramento della prontezza al combattimento delle Forze Armate;
- le invenzioni eccezionali e i miglioramenti tecnici nelle forze armate in tutta la repubblica o per le attività di successo destinate a rafforzare la sicurezza e la sicurezza della Repubblica, vale a dire, un aumento e miglioramento della formazione della difesa dei lavoratori, così come per il positivo svolgimento di missioni in combattimento,
- il coraggio personale e in combattimento contro nemico.

## Insegne
- L'insegna era una stella d'argento smaltata di rosso con un medaglione centrale raffigurante fino al 1960, lo stemma nazionale e in seguito la bandiera nazionale. Il medaglione sul rovescio presentava fino al 1960 la scritta "ZA SOCIALISTICKOU VLAST" e in seguito il monogramma della Repubblica.
- Il nastro era rosso con i bordi e una striscia centrale rosso scuro.